# Anubias
Anubias es un género de plantas acuáticas y semi acuáticas de la familia Araceae, que se caracteriza por tener hojas coriáceas, resistentes y oscuras con diferentes formas según la especie.
El género fue revisado en 1979, y desde entonces su taxonomía ha permanecido estable. Las diferentes especies pueden ser determinadas´según la inflorescencia de las mismas. Es el único género de la tribu Anubiadeae.

## Distribución
Son nativas de la zona oeste y central de África.

## Hábitat
Normalmente viven en ríos y arroyos, pero también pueden encontrarse en zonas pantanosas. Habitualmente se adosan a troncos o piedras en vez de crecer en el sustrato.

## Taxonomía
El género fue descrito por Heinrich Wilhelm Schott y publicado en Oesterreichisches Botanisches Wochenblatt 7: 398. 1857. La especie tipo es: Anubias afzelii, Schott

## Especies
Las diferentes especies del género Anubias son las siguientes:
- Anubias afzelii, Schott
- Anubias barteri, Schott
- Anubias barteri var. angustifolia, (Engl.) Crusio
- Anubias barteri var. barteri, Schott
- Anubias barteri var. caladiifolia, Engl.
- Anubias barteri var. glabra, N.E.Br.
- Anubias barteri var. nana, (Engl.) Crusio
- Anubias gigantea, Chevall. ex Hutch.
- Anubias gilletii, de Wild. & Durand
- Anubias gracilis, Chevall. ex Hutch.
- Anubias hastifolia, Engl.
- Anubias heterophylla, Engl.
- Anubias pynaertii, de Wild.